# Lahič
Lahič (azerbajdžansko: Lahıc, tatsko: Löhij) je vas in občina na južnih pobočjih Velikega Kavkaza v Ismailskem rajonu v Azerbajdžanu. V kraju živi približno 860 prebivalcev, ki govorijo tatski jezik, znan tudi kot tatska perzijščina, ki ga govorijo Tati v Azerbajdžanu in Rusiji.
Lahič je pomemben kraj v Azerbajdžanu z avtentično obrtno tradicijo, zlasti na področju bakra in rokodelstva na področju preprog. Lahič ima star kanalizacijski sistem (nekateri strokovnjaki trdijo, da je bil zgrajen pred 1000 do 1500 leti). Zaradi pogostih potresov so lokalni prebivalci razvili prefinjene in pristne gradbene tehnike.

## Zgodovina
Lahič je eno najstarejših človeških naselij v Azerbajdžanu. Istoimensko okrožje je v Ismailskem rajonu v Republiki Azerbajdžan, na južnih pobočjih Velikega Kavkaza, na nadmorski višini 1211 metrov.
V srednjem veku je Lahič postal pomembno obrtniško središče v Azerbajdžanu. Lahiški mojstri so znali izdelati štirideset vrst predmetov, povezanih z ljudsko umetnostjo. Med temi mojstri so bili draguljarji, kovači, mizarji, izdelovalci preprog, graverji, slikarji, usnjarji, čevljarji in čevljarji, tkalci nogavic in drugi. Številni dragoceni primerki izdelkov teh spretnosti so razstavljeni v znanih muzejih in zbirkah.

## Demografija
Večina prebivalcev Lahiča govori tatski jezik. Endonim domačinov za jezik je Parsi, eksonim pa Tat. Prebivalci regije so povečini dvojezični: poleg tatskega perzijskega jezika se pogosto govori še azerbajdžanski jezik.
Ker leži na levem bregu reke Ghirdiman in na pobočjih gorske verige Niyal, je naselje edinstveno bivalno okrožje z nenavadno razporeditvijo načrtov, prometnimi sistemi ter javnimi, zasebnimi in verskimi zgradbami. Lahič je primer zgodnje urbanizacije in arhitekture, kar je razvidno iz njegovih tlakovanih ulic in trgov ter razvitih kanalizacijskih sistemov in vodovodov.
Prebivalci Lahiča se glede na obrtno znanje delijo v tri kategorije: Baadvan, Azavarro in Araghird. Vsaka od teh kategorij ima svoj vaški trg, mošejo, hamam in pokopališče. Ena od najbolj izrazitih značilnosti mestne podobe Lahiča je vaški trg posamezne kategorije, ki ima še danes svojo posebno vlogo v javnem življenju vasi, kar prihaja iz starodavne prakse zoroastrskega ljudstva.
V regiji so pogosti potresi, zaradi česar se je razvil poseben slog gradnje stavb - ki vključuje določene sloge in tehnike križanja kamna in nameščanja lesa. Starodavne stanovanjske hiše v Lahiču so ostale nespremenjene, saj v preteklih stoletjih ni bilo bistvenih sprememb v urbanističnem načrtovanju. Pritličja hiš, zgrajenih na glavni trgovski ulici, se uporabljajo kot delavnice in trgovski prostori. Tradicionalna notranjost teh hiš v vasi vključuje okrasno namizno posodo in druge predmete, nameščene v različno velike luknje v stenah (v Azerbajdžanu znane kot takča, čamakatan) in na stenskih policah.

## Obdelava bakra
Obdelava bakra je najpomembnejše znanje, ki so ga razvili obrtniki iz Lahiča. Lahič je znan po proizvodnji orožja in bakrenih izdelkov, okrašenih z izrezljanimi ornamenti. Razvoj proizvodnje bakra je v Lahiču spodbudil pojav poklicev, kot so kositrnik, kovač in drugi, skupaj z nastankom bituminoznega premoga. Struktura in oskrba bakrenih delavnic ter njihova tradicionalna zunanja podoba in proizvodni procesi so se ohranili do danes, enako kot v prejšnjih stoletjih. Pisni viri in bogate zbirke bakrenih izdelkov, ki jih je mogoče videti v muzejih Azerbajdžana, Gruzije, Rusije in Evrope, dokazujejo obstoj več kot 80 vrst bakrene opreme, ki se je uporabljala pri izdelavi bakrenih izdelkov v Lahiču.
Proizvodnja usnjenih izdelkov je bila v Lahiču druga največja obrtna spretnost, takoj za bakrorezom. Lokalni mojstri usnjenih izdelkov so znali uporabljati šagren, tumaj in yuft kot surovine za različne izdelke, kot so čevlji, pasovi, usnjene prešite jakne, knjižni ovitki in uzde. Proizvodnja usnja v Lahiču je ustvarila primerne pogoje za razvoj drugih obrtnikov, ki so imeli s tem povezana znanja, kot so sedlarji, izdelovalci uzde, čevljarji, klobučarji in izdelovalci ovčjih kož.

## Kulturna dediščina
V Azerbajdžanskem muzeju narodne zgodovine je velika zbirka izdelkov iz Lahiča, ki odraža številne različne in bogato izdelane predmete, ki so jih izdelali lahiški obrtniki. Veliko podobnih predmetov je tudi v Ruskem etnografskem muzeju (Sankt Peterburg) in Muzeju vzhodnih narodov (Moskva). Tudi Louvre v Franciji ima zbirko predmetov iz Azerbajdžana, med katerimi je tudi bakrena posoda, izdelana v Lahiču. Muzej v Bernu ima zbirko strelnega in hladnega orožja, izdelanega v Azerbajdžanu, ki vključuje puške, meče in sablje, bogato okrašene z okrasnimi vzorci in intarzijami.
Večji del kulturne dediščine Lahiča predstavljajo interpretacije islama ter ljudski obredi, tradicije, ceremonije, praznovanja in festivali, povezani z njihovo predislamsko vero, zaraturstvom. V to dediščino so vključene tudi medkulturne in medverske komunikacije, ki so jih razumela ljudstva Lahiča.
V muzeju lokalne zgodovine Lahič je shranjenih več kot 1000 eksponatov, vključno z vzorci keramike izpred 2000 let, mehi , izdelanimi v 18. stoletju za taljenje bakra, in drugimi predmeti, povezanimi z živinorejo in trgovino, ter podatki o podzemnem vodovodu, ki je bil zgrajen v 15. stoletju. Muzej se nahaja v stavbi, imenovani mošeja Aghaogly, ki je bila zgrajena leta 1914 in leta 1987 spremenjena v muzej.

## Turizem
Razvoj mednarodnega turizma je skupaj z več znanja o ljudeh in kulturah povzročil postopno zanimanje za kulturno raznolikost regije. Lahič je v zadnjih letih pritegnil pozornost številnih turistov, ki prihajajo iz držav po vsem svetu, zato je Lahič zdaj vključen v turistične ture več vodilnih turističnih agencij.

## Raziskovanje
Lahič je bil zaradi svojih edinstvenih in izvirnih značilnosti skozi zgodovino središče pisateljev, znanstvenikov, umetnikov in filmskih ustvarjalcev. Danes si prebivalci zelo prizadevajo za promocijo kulturne dediščine regije. Manaf Suleymanov, azerbajdžanski pisatelj in novinar, ki prihaja iz Lahiča, je leta 1994 izdal knjigo z naslovom Lahič: Etnografski in umetniški vpogled. Naravne in umetne lepote regije se odražajo na slikah nadarjenega lahiškega umetnika Agha Mehdijeva.
Akademsko zanimanje za dediščino Lahiča je bilo vedno visoko, saj so tako azerbajdžanski kot tuji strokovnjaki napisali raziskovalne članke o tej edinstveni vasi.
Filmi o Lahiču in njegovih prebivalcih so bili in so še prikazani na mednarodnih tekmovanjih in filmskih festivalih. Film z naslovom Emanet ('Dediščina'), ki ga je leta 2006 režiral filmski ustvarjalec Šamil Nadžafzade, je posvečen edinstveni kulturi Lahiča in aktualnim težavam, s katerimi se soočajo njegovi prebivalci. Film Lahij Pace (2008) režiserja Fariza Ahmadova je bil uvrščen v tekmovalni program filmskega festivala Irpen, ki je potekal v Ukrajini, in na 39. mednarodni filmski festival Rušd v Iranu. Film je prejel nagrado in diplomo na drugem mednarodnem festivalu Turfilm-Riga-2009, ki je posvečen filmom o turizmu.
Država Azerbajdžan in skupnost Lahič si nenehno in močno prizadevata za ohranjanje edinstvene kulture, uporabne umetnosti in tradicionalnega sistema urejanja rokodelske proizvodnje v Lahiču ter za sodelovanje v skupnosti Lahič in sosednjih skupnostih.
Lahič je bil razglašen za zgodovinski in kulturni rezervat s sklepom Sveta ministrov Azerbajdžana z dne 23. decembra 1980.
Unesco je leta 2015 bakreno obrt Lahič uvrstil na Reprezentativni seznam nesnovne kulturne dediščine človeštva.

## Pomembni domačini
- Ali Bayramov - azerbajdžanski revolucionar, eden od voditeljev " Hummeta " [19]
- Manaf Sulejmanov — azerbajdžanski pisatelj in učenjak.
- Nadir Ibrahimov — Astronom, v njegovo čast je poimenovan krater na Marsu.